# سيباستيان راجالاسكو
سيباستيان راجالاسكو (بالسويدية: Sebastian Rajalakso)‏ (23 سبتمبر 1988 بإنشوبينغ في السويد - ) هو لاعب كرة قدم سويدي في مركز الوسط. شارك مع منتخب السويد تحت 19 سنة لكرة القدم ومنتخب السويد تحت 21 سنة لكرة القدم. أما مع النوادي، فقد لعب مع نادي سيريانسكا ونادي يورغوردينس وياغيلونيا بياويستوك وEnköpings SK FK ‏ ونادي سوندسفال ‏.

## روابط خارجية
- سيباستيان راجالاسكو على موقع اتحاد السويد (السويدية)
- سيباستيان راجالاسكو على موقع قاعدة بيانات كرة القدم.إي يو (الإنجليزية)
- سيباستيان راجالاسكو على موقع Soccerway.com (الإنجليزية)
- سيباستيان راجالاسكو على موقع عالم كرة القدم.نت (الإنجليزية)